# Cleyera incornuta
Cleyera incornuta är en tvåhjärtbladig växtart som beskrevs av Wu. Cleyera incornuta ingår i släktet Cleyera, och familjen Pentaphylacaceae. Inga underarter finns listade i Catalogue of Life.